# Saint-Ay
Saint-Ay là một xã của tỉnh Loiret, thuộc vùng Centre-Val de Loire, miền trung nước Pháp.